# 馬萊舍沃灣

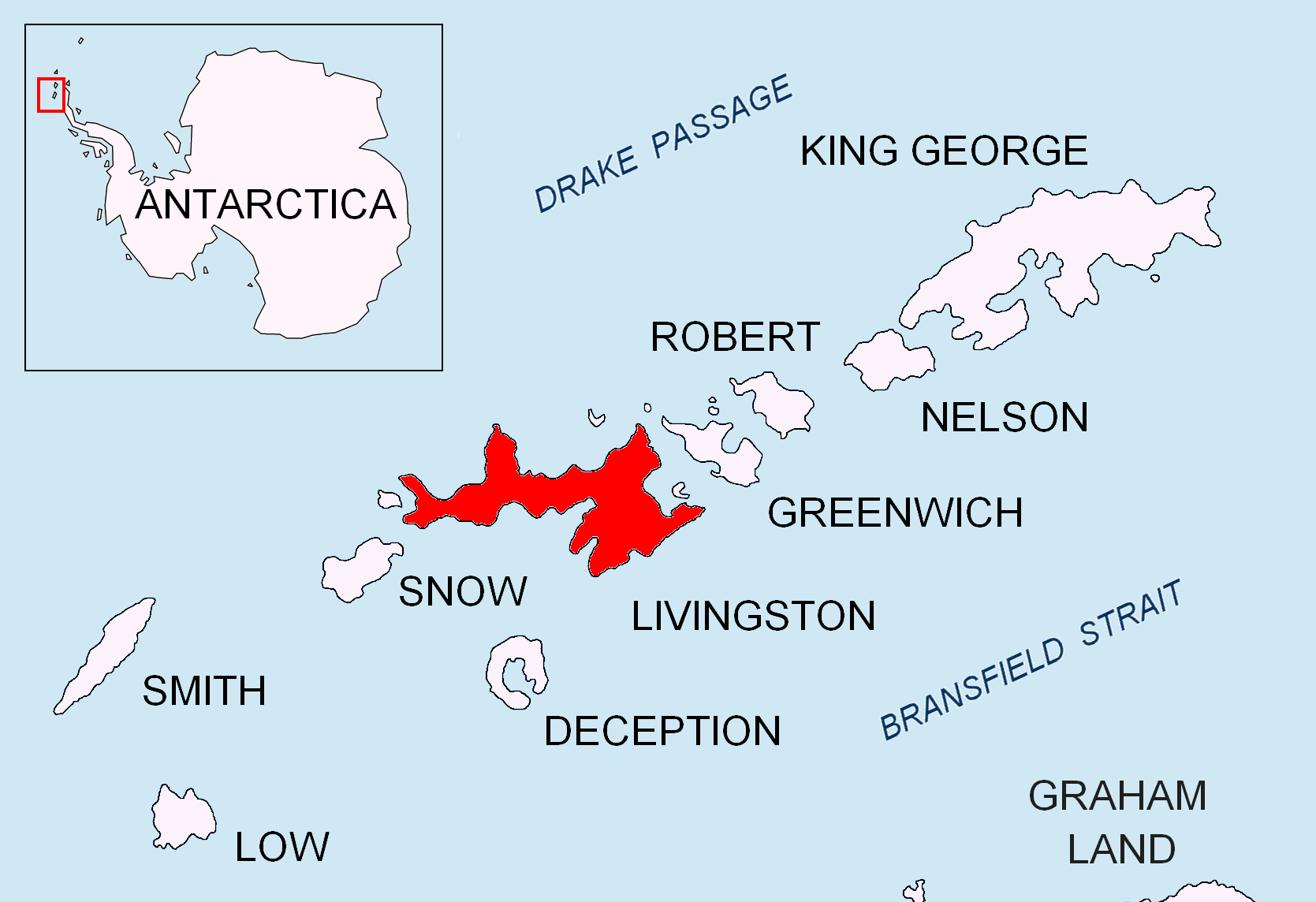

馬萊舍沃灣是南極洲的海灣，位於南設得蘭群島的利文斯頓島北岸，長1.1公里、寬2.5公里，以保加利亞西南部地區命名，現時由南極條約體系管理。
62°33′36″S 60°26′36″W / 62.56000°S 60.44333°W

## 外部連結
- Maleshevo Cove. Archive.today的存檔，存档日期2012-07-08 SCAR Composite Gazetteer of Antarctica.